# 文斯·卡特
文森特·拉馬·卡特二世（英語：Vincent Lamar Carter Jr.，1977年1月26日—），出生於佛羅里達州代托纳比奇。美國前職業籃球運動員。能夠胜任得分後衛、小前鋒。以灌籃聞名於世。
卡特在高中時代即展現了優異的籃球天賦，曾獲選參加麥當勞高中全明星賽。畢業後進入北卡羅來納大學教堂山分校就讀了三年。在1998年NBA選秀大會上卡特被金州勇士選中，隨後被交易至多倫多暴龍，迅速成為聯盟中最優秀的籃球員之一，於新秀賽季贏得NBA年度最佳新秀獎項。此外卡特亦曾於2000年NBA全明星周末的灌籃大賽中奪下了冠軍。那年夏天，卡特也代表美國隊參加了雪梨夏季奧運會，並獲得了金牌。
卡特曾八次入選全明星陣容，在1998年至2004年的6年時間裡曾效力於多伦多猛龙，在04-05賽季轉會到紐澤西籃網，和贾森·基德有过非常好的合作；2009年夏天由於籃網希望在2010年有足夠薪酬空間引入大明星，便將卡特交易至奥兰多魔术。在2010年12月底被交易到菲尼克斯太阳。2011-12賽季簽約達拉斯小牛。2014年休赛期加盟孟菲斯灰熊。2017年加盟萨克拉门托国王队。2018年加盟亞特蘭大老鷹，於2020年6月25日退休。
卡特是公認史上灌籃最具觀賞性的灌籃王之一，他的灌籃是力與美的結合，其他高手亦難以同時平衡這兩點。麥迪曾評論卡特的大風車灌籃(Windmill)是無人能及的美麗，故戲稱「NBA有兩種扣籃，一種叫文斯卡特，另一種叫其他人」。

## 簡介
卡特的跳躍力出色，其垂直跳躍高度約為43吋。（页面存档备份，存于）他球風全面，能投三分球，抓籃板、得分、助攻、抄截、阻攻能力。其中最為人所知的是他的花式灌籃，例如、轉身灌籃等。他於2000年奪得了NBA灌籃大賽冠軍。他在2000年至2007年八度入選全明星陣容（2002年雖亦入選，但因傷退隊），並且三次以最高得票球員入選。2000年隨美國奪得2000年夏季奥林匹克运动会悉尼奧運男子籃球冠軍。
此外，卡特还是特雷西·麦格雷迪的远房表哥。

## 大學生涯
卡特出身於籃球名校北卡羅來納大學，是迈克尔·乔丹的學弟。大學時期的卡特，即以擅於灌籃而聞名大學籃壇。在三年大學生涯中，取得12.3分、4.5籃板、1.9助攻的成績。不過，當時北卡的頭號主力，是他的學長安托万·贾米森。1998年，兩人一起投身NBA。

## 職業生涯

### 多倫多暴龍（1998-2004）
1998年，卡特於第一輪第五順位被金州勇士選入NBA，隨即被交換到多倫多暴龍。新秀年的卡特，迅速成為球隊的頭號主力，當年即以18.3分冠絕全隊，連同5.7籃板、3.0助攻、1.54封阻和1.1抄截的成績，毫無疑問地獲得當年的NBA最佳新秀獎，他亦是繼沙奎尔·奧尼尔和蒂姆·邓肯之後，以第三高得票率獲得該獎。由於他出身自北卡羅來納大學，在職業球隊中司職得分後衛，加上出色的跳躍與灌籃能力，這一切都讓所有人自然而然地把他視為迈克尔·乔丹的接班人。
1999至2000年賽季，卡特的人氣愈加旺盛。除了得分升至聯盟第四的25.7分外，亦得到5.8籃板、3.9助攻、1.34抄截和1.12封阻的成績，並成為球隊歷史上第一位單季全勤的先發球員。在最有價值球員獎項的投票中排名第10，並且入選NBA最佳陣容第三隊。該季卡特亦以史上第二高 (該季最高) 的總票數，入選該年的全明星賽。不過，最令人印象難忘的，是他在灌籃大賽中的驚人表現。他與表弟特雷西·麦克格雷迪一起率領球隊首次打進季後賽，雖然以0勝3負的成績被纽约尼克斯橫掃出局，但卻讓人看到球隊成為東區強權的希望。
2000至01年賽季，特雷西·麦克格雷迪不甘球隊二當家的地位因而轉投到奧蘭多魔術，卡特獨力承擔一隊的勝負。該季卡特的得分上升至27.6分，亦是連續第二年以最高票數入選明星賽。同年卡特入選NBA最佳陣容第二隊。在一眾老將及新秀的幫助下，卡特帶領球隊闖進季後賽第二輪，雖與費城七六人力戰七場而敗，但卻創下隊史於季後賽中單場得分50分或以上的紀錄，亦平了NBA史上一場投進9球三分球的紀錄 (其中8球於上半場投進，是聯盟新紀錄)。許多人都認為，多倫多暴龍在卡特的帶領下，將會成為未來東區冠軍的大熱門。
2001至02年賽季，多倫多暴龍維持原班人馬，繼續挑戰東區冠軍。可是卡特在這季開始受到膝傷困擾，整季只能出賽60場，其中雖然連續第三年以最高票數入選明星賽，但卻不能上場作賽；季末更因進行手術而缺席最後14場比賽及季後賽。結果該季，多倫多暴龍被底特律活塞於第一輪淘汰出局。卡特該季也只得到24.7分、5.2籃板、4.0助攻、1.57抄截的成績。
2002至03年賽季，卡特繼續受到傷患困擾，整季缺陣39場，成績也跌至20.6分、4.4籃板。明星賽的「票王」地位亦被該季的新人狀元姚明奪去，雖然他亦以東區先發身分入選，可是最後在比賽開打前自願讓出先發位置給即將退休的前輩學長喬丹。球隊成績在卡特受傷期間十分慘淡，最後只以24勝58負的成績結束球季，連續三年打進季後賽的紀錄曳然而止。
2003至04年賽季，卡特人氣回升，再次在明星賽投票中得到最高票數。不過個人成績卻一再下滑，降至22.5分、4.8籃板、4.8助攻，也未能協助球打進季後賽。
2004至05年賽季，卡特與球團的關係因資薪問題而惡化，卡特更發表「並沒有盡力打球」的言論而引起部分球迷不滿。

### 紐澤西籃網（2004-2009）

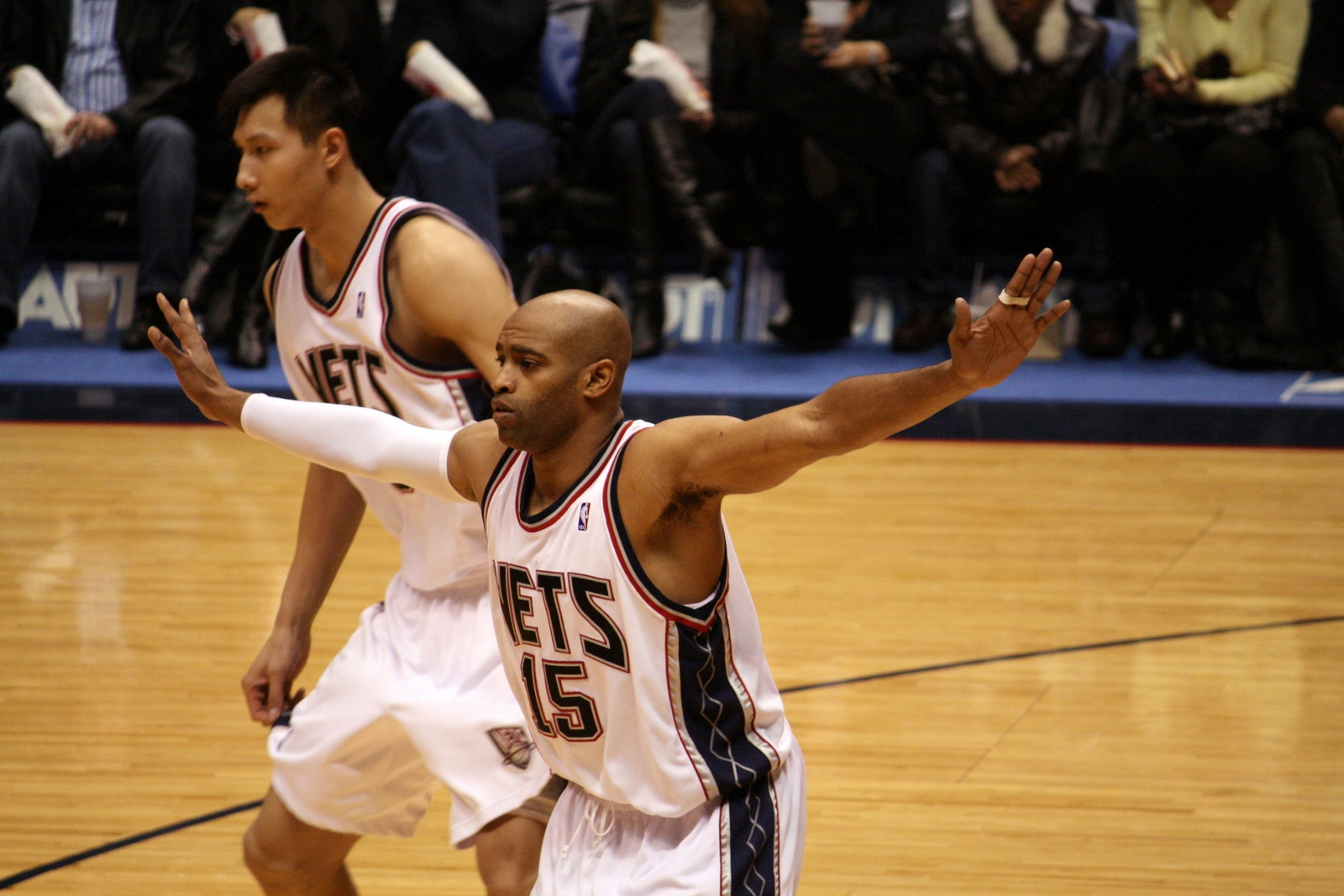
卡特與易建聯（2009）

2004年12月17日，紐澤西籃網以阿朗佐·莫宁、亞倫·威廉斯、艾瑞克·威廉斯外加三個第一輪選秀權交換卡特。卡特在新澤西重新找回手感，單單在二月，就連續3場取得40分以上，同時場均得分達到了30分以上。最後卡特以27.5分、5.9板、4.7助的數據幫助籃網贏下最後10場比賽的8場，最終以42勝40負的戰績，以八號種子擠入季候賽。可是在季後賽，籃網被邁阿密熱火橫掃出局。
2005至06年賽季，卡特繼續以高效的表現幫助籃網。12月，卡特有6場比賽得分超過30，幫助籃網取得球隊歷史上第二長的十四連勝。其中在對熱火的比賽中，卡特攻入平職業生涯最高的51分。其後在卡特的帶領下，籃網以東岸第三的身分進入季後賽，這賽季卡特24.2分、5.8板4.3助，數據有所下滑，但屢有精彩演出，例如季初面對熱火，空中撞開阿朗佐·莫宁灌籃、作客舊主暴龍，在最後0.1秒投進三分球贏得比賽等等。可是最季後賽第二輪，籃網再一次敗給邁阿密熱火出局。

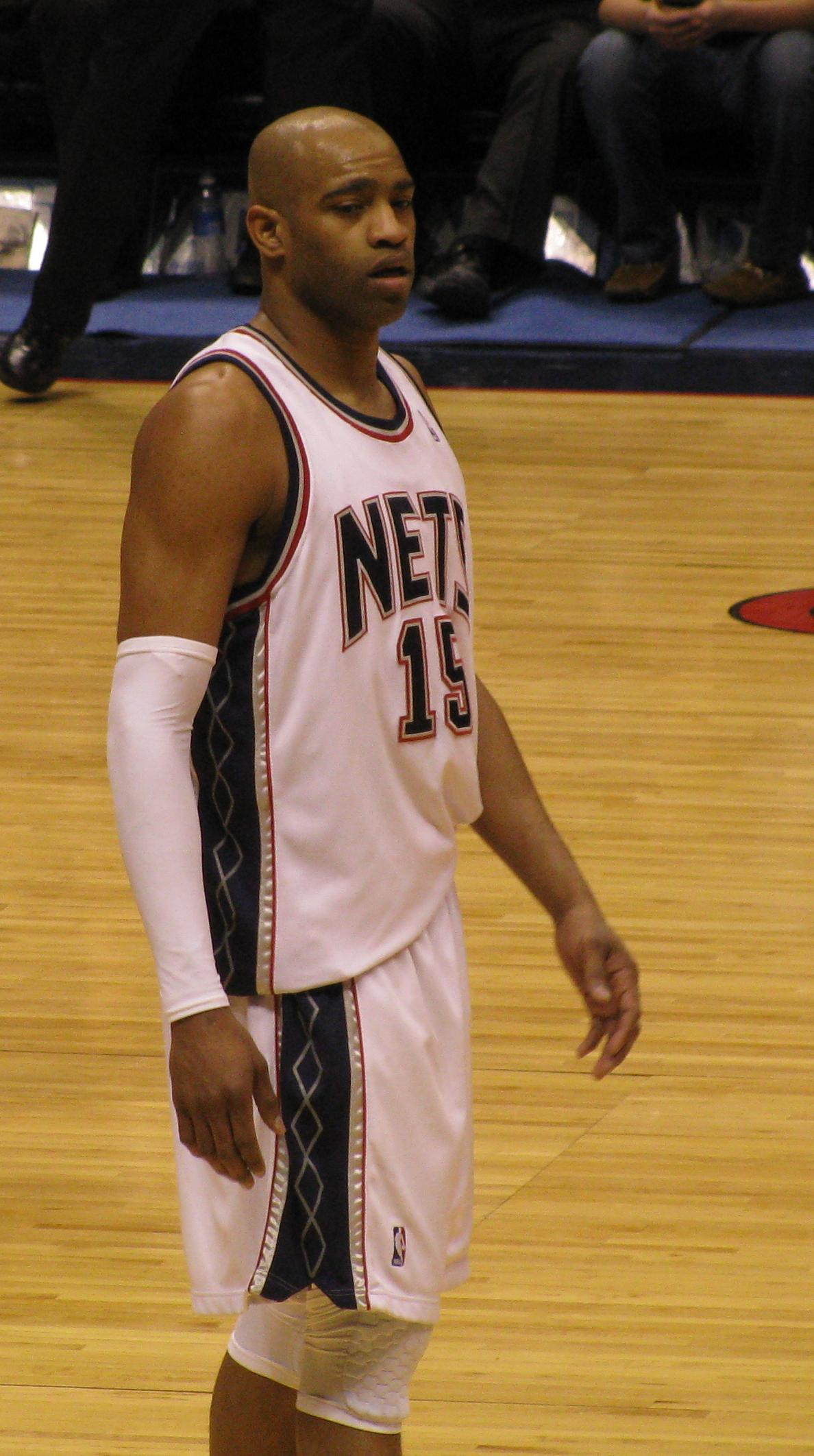
文斯·卡特

2006至07年賽季，籃網的表現有所下滑，但卡特的表現更顯全能，他從「玻璃人」的形象中改變過來，打滿了82場並貢獻25.2分、6板、4.8助。可是，在明星賽中卡特首次喪失先發位置，在投票中以約三千票之差，被吉爾伯特·亞瑞納斯在最後關頭奪去先發。不過，卡特依然被選為替補。下半季卡特帶領球隊衝擊季後賽，在主場對華盛頓巫師隊的比賽中，他跟贾森·基德同時取得大三元。卡特46分16板10助、基德則取得10分16板18助。這季籃網只以第六名進入季後賽，在第一輪面對分組冠軍、卡特舊隊多倫多暴龍，憑藉經驗，籃網以4-2取勝。可是在第二輪，面對克利夫蘭騎士，卻力有不逮，以4-2敗北，卡特始終無緣分區決賽。
2007至08年賽季，雖然此前因為季後賽表現不佳被批評，但卡特仍和籃網續簽四年約六千萬的合約，可是季初對波士頓塞爾特人時，卡特在入樽後踏中保罗·皮尔斯腳上扭傷，缺陣數場。而因為受傷，卡特的表現不如往昔，隊中得分王的位置亦由隊友李察·謝佛遜取代。這一季因為籃網成績欠佳，隊長基德要求交易，最終在明星賽後，傑特回到達拉斯小牛，卡特則取代其隊長之職。傑特離去後，卡特帶傷帶領球隊，希望打進季後賽，可惜即使該段時間卡特取得28分8板5助，籃網也未能進入季後賽。這一季，卡特更顯全面，更是除科比·布莱恩特和勒布朗·詹姆斯外，唯一一位得到20分6板5助的球員。
2008至09年賽季，籃網決定完全重建，將隊中得分王李察·謝佛遜交易。可是卡特並沒有消極作戰，上半季一度帶領籃網升上分區第五。其中11月21日作客多倫多暴龍，卡特在正規時間最後44秒獨取12分，包括最後時間扳平的三分球，並且在延長賽空中接力取得勝利。在這一季的比賽中，卡特擔任幫助年青球員成長的角色，其中與迪雲·夏利士合作無間，卡特讓出得分之責，專心擔任掌控角色，多次在關鍵時刻挺身而出。這一季籃網依舊未能打進季後賽，但卡特依然全能，20.8分5.1板4.7助。
雖然卡特表現仍然出色，但急於重建的籃網隊並沒有留下卡特，終於在10年選秀前把卡特交易回其家鄉球隊奧蘭多魔術。

### 奥兰多魔术（2009-2010）
2009年6月26日，新泽西网将卡特、莱恩·安德森送往奥兰多魔术交换拉夫·阿尔斯通、托尼·巴蒂和考特尼·李。
2009至10赛季开始的20多场比赛裡，卡特场均上场时间大约比上个赛季少了约5分钟，场均得分首次跌破20分，投篮命中率也几乎降至职业生涯最低，同时篮板、助攻均较上赛季有所下降。1月份的比賽中，卡特狀態跌至新低，整月只有28%命中率、場均8.7分。然而在2月8日對陣新奧爾良黃蜂的比賽中，卡特27射19中獨取48分，在他的帮助下，奥兰多魔术以东部第二晉級季後賽，並橫掃夏洛特山貓與亞特蘭大鷹隊，惟於東部決賽被波士頓凱爾特人擊敗。

### 鳳凰城太陽（2010-2011）

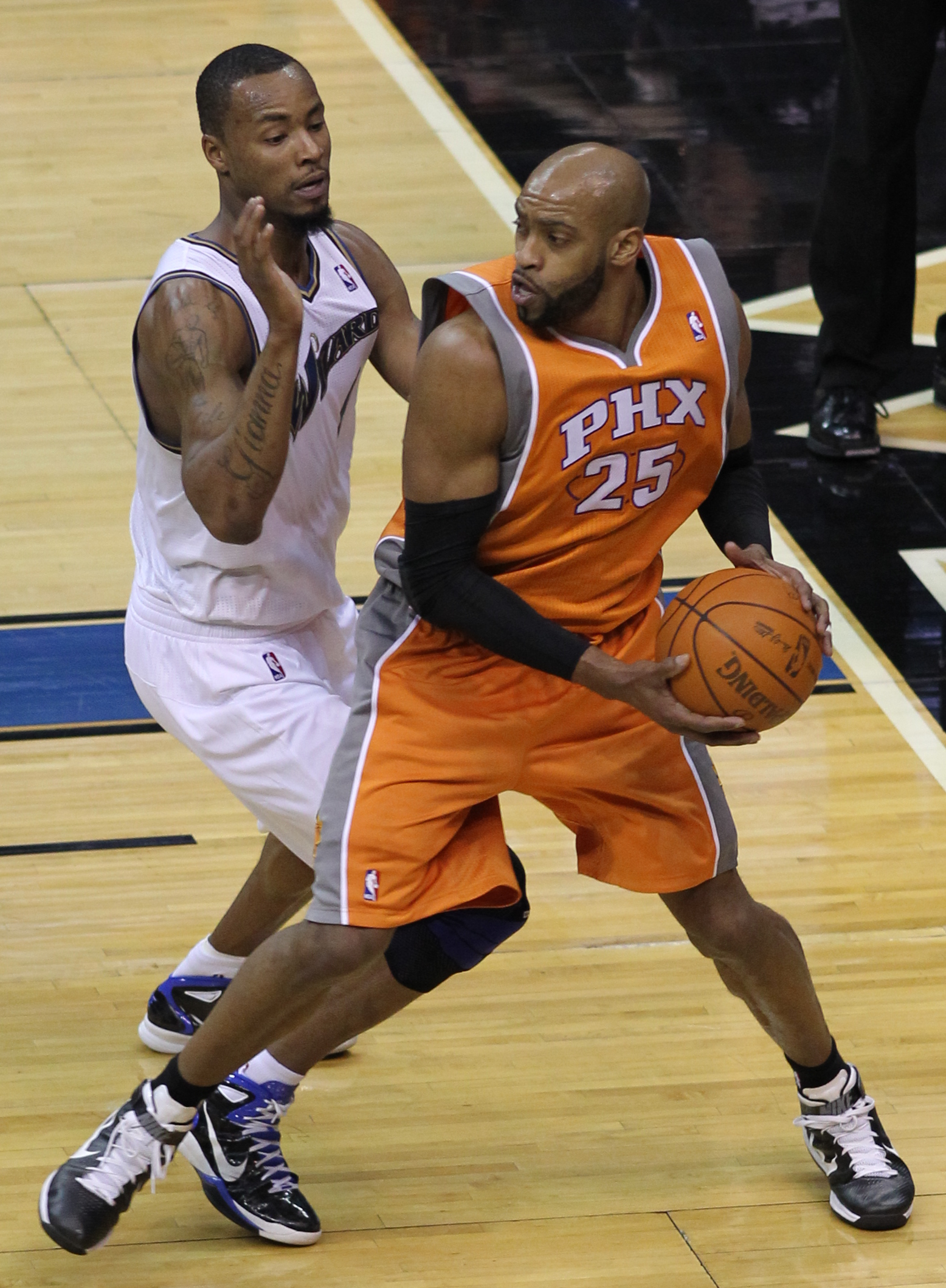
卡特與前隊友拉尚恩德·路易斯

2010年12月18日，卡特在一筆涉及奥蘭多魔術、華盛頓巫師、鳳凰城太陽的大交易中被交易到了太陽。虽然之前的卡特职业生涯一直身披15号球衣，无论在猛龙、篮网还是魔术时都没改变，不过由于太阳的15号已被洛佩兹占据，卡特只得换号。太阳历史上的退役号码很多，包括5、6、7、9、24、33、34、42、44等号码都已退役，所以卡特最终决定身披25号。曾经在2000年NBA扣篮大赛以“多伦多15号球衣”一度震撼篮坛的一代篮球巨星，在职业生涯至今唯一一次改变了自己的球衣号码。

### 達拉斯小牛（2011-2014）
2011年12月12日，卡特與達拉斯小牛簽下3年合約，和曾经的紐澤西籃網队友基德再次相聚。但是由于自己最喜欢的15号球衣已经退役了，他的主人是布拉德·戴维斯，所以他逼不得已继续穿25号球衣。
2013年11月9日，因为在對上俄克拉何马城雷霆的比赛中肘击對方新秀史蒂文·亚当斯，被禁赛一场,这是个人职业生涯第一次被禁赛。
2014年4月26日，在季后赛西部首轮小牛与马刺的第三场比赛中，卡特在仅剩1.7秒的绝境中命中一记压哨三分，帮助球队109-108险胜西區头号种子马刺，以总比分2：1領先。值得一提的是，卡特此球与13年前东區半决赛第七场与76人的比赛中的最后一投极为相似，但當時沒進导致当时猛龙落败。“时隔多年以后，我很高兴看到这次终于成功了。”实现自我救赎的卡特说道，“有时候你在场上会投丢一个很重要的球，就像2001年那样，但是你必须坚持下去，直到再次获得这样的机会。”最终八号种子小牛未能创造黑八奇迹，以3：4败给了这赛季最后的总冠军马刺。

### 孟菲斯灰熊（2014-2017）
2014年7月12日，孟菲斯灰熊正式签下37岁的老将卡特。据消息源透露，卡特收到的是一份为期三年，总价值1200万美元的合同，其中第三年为不完全保障。孟菲斯灰熊也成为卡特NBA生涯效力的第6支球队。
在灰熊的卡特已退居二線，上場時間開始變少。雖然平均數據都跌至龍套水準，但卡特仍然有振奮球迷的灌籃能力以及幾場驚人的三分命中率：做為一個三十九歲且舊傷累累的老將來說，仍舊驚人。自2016年2月開始，卡特的各項數據有開始回春的跡像，同時卡特也表示自己並沒有在2015~2016年賽季後退休的想法。

### 沙加緬度國王（2017-2018）
一年800萬加盟國王隊。2018年1月28日，对阵圣安东尼奥马刺，卡特和与他同龄的马努·吉诺比利分别得到21分和15分；这是NBA历史上第一场比赛，两名40岁以上的球员各自得分至少15分。

### 亞特蘭大老鷹（2018-2020）
卡特表示2019-2020賽季是他的最後一季。2020年1月4日亚特兰大老鹰对战印第安纳步行者，卡特3分3篮板1助攻，成功成为NBA历史上唯一在四个不同年代都打过球的球员。
卡特也是所有NBA球員中唯一經歷過NBA三次封館事件的球員（1998-99、2011-12、2019-20）。

## 退役
由於2019冠狀病毒病疫情，卡特所屬的亚特兰大老鹰提早休季，他職業生涯的最後賽季就此結束。據《紐約時報》報道指出，他將會加入美國傳媒ESPN，擔任全職球評兼分析員。
2024年4月6日，奈史密斯籃球名人堂公佈2024屆入選者，卡特以球員身分入選名人堂。
2024年5月15日，布魯克林籃網宣布退休卡特效力新澤西籃網時所穿的15號球衣。
2024年11月3日，多倫多速龍於主場舉行傳奇「加拿大飛人」Vince Carter 的15號球衣退休儀式，成為隊史首位享此榮耀的球員。

## 國家隊生涯
卡特曾入選國家隊，出戰2000年雪梨奧運會，並摘下金牌。其中對法國隊的一場比賽中，卡特於一次快攻時，面對法國隊7呎2吋的中鋒弗雷德里克·維斯，6呎6吋的卡特毫不猶豫地飛身跨過韋斯灌籃，其跳躍能力震驚世人，這一灌亦成為籃球運動史上經典的一幕，法國媒體更稱之為「死亡之扣」（法語：le dunk de la mort）。。

## 荣誉记录
- NBA荣誉
  - 8次NBA全明星球员：2000、2001、2002（因伤缺席）、2003、2004、2005、2006、2007
  - 2次NBA最佳阵容： 
    - NBA第二阵容：2001
    - NBA第三阵容：2000

  - 1次NBA全明星赛灌篮大赛冠军：2000
  - 1次最佳新秀陣容 (第一隊)：1999
  - 1次最佳新秀：1999 (得票率95.8%(113/118))
  - 3次月最佳球员：2005年2月、2005年12月、2007年4月
- 生涯紀錄
  - 2003年入選夢六隊參加奧運預選賽
  - 在2000年和2001年“全明星球員”評選中，得票列NBA第1位；參加2001年“全明星大賽”，得到16分，4次助攻，3個籃板；參加2000年“全明星大賽”，得到12分，4個籃板
  - 參加2000年悉尼奧運會籃球比賽，獲得金牌；平均年每場得分14.8分
  - 1999-2000賽季，平均得分25.7，列NBA第4位；2000-01賽季，平均得分27.6，列NBA第5位
  - 2001年3月2日，對紐澤西籃網隊，成為猛龍隊歷史上得分最多的球員
  - 2000年2月27日，對菲尼克斯太陽隊，得到職業生涯最高分51分，并且搶得9個籃板
  - 2000年4月10日，對克利夫蘭騎士隊，得到職業生涯首個“三雙”——31分、11籃板、10次助攻
  - 3次獲得“本周最佳球員”稱號
  - 1999年2月5日，首次參加NBA比賽，對波士頓塞爾蒂克（103-92），得到16分，3個籃板
  - 在NBA第一個入球是個後仰跳投，守方為保羅·皮爾斯
  - 2001年5月12日，卡特全场9次3分远投中的，平了太阳队查普曼1997年创下的季后赛记录，上半场卡特8次3分中的则打破了此前多位球员保持的6次3分球的半场记录，创造在个人季后赛得分新纪录。此役卡特50分率队大胜76人
  - 2005年12月23日，對迈阿密热火，再一次得到職業生涯最高分51分，并且搶得8個籃板
  - 2007年4月8號，和隊友贾森·基德在對抗華盛頓巫師隊的比賽中，兩人同時有大三元表現的記錄。基德10分16籃板18助攻，卡特46分16籃板10助攻。此項記錄是迈克尔·乔丹和史考特·皮朋在1989年1月4日創過之後，首次有兩人同時創下大三元紀錄。
  - 2009年3月17日，卡特被华盛顿邮报评为“史上十大扣篮王之一”
  - 2011年1月18日，卡特所效力的太阳队在对阵尼克斯队的NBA常规赛比赛中，全场比赛砍下29分，将职业生涯总得分提高到20020分，成为现役第8位，历史上第37位进入20000分俱乐部的NBA球员。
  - 2013年1月11号，在小牛击败国王队的比赛中，卡特得到了23分，这让他的职业生涯总得分达到了21587分，成功超越豪尔-格瑞尔跻身于历史前30。
  - 2013年11月24号，在小牛再一次击败国王队的比赛中，卡特三分球9中6，全场得到26分，他的21796分的职业生涯总得分超越凯尔特人名宿拉里-伯德，排名NBA历史总得分榜第29位，卡特也成为历史上第11位投中1600个(1602)个三分球的球员。
  - 2014年4月27号，小牛1分险胜马刺，老将卡特在最后1.7秒3分压哨绝杀，是个人职业生涯中首次季后赛绝杀，他也是2009年的勒布朗以来首位在季后赛中投中压哨三分绝杀的球员。卡特也以37岁90天的年龄，成为1997年埃迪·约翰逊在38岁年龄帮助火箭绝杀爵士(西部决赛第4战)后，最老投中压哨绝杀的球员。比赛结束后，诺维茨基等人冲上来，抱住了卡特。他是这场比赛的英雄，弥补了13年前东部半决赛失绝杀的机会。

## 職業生涯數據

### NBA例行賽數據統計
| 賽季    | 球隊         | 出賽 | 先發 | 平均上場時間(分鐘) | 投籃命中率(%) | 三分球命中率(%) | 罰球命中率(%) | 平均籃板 | 平均助攻 | 平均抄截 | 平均阻攻 | 平均得分 |
| ------- | ------------ | ---- | ---- | ------------------ | ------------- | --------------- | ------------- | -------- | -------- | -------- | -------- | -------- |
| 1998–99 | 多倫多暴龍   | 50   | 49   | 35.2               | 45.0          | 28.8            | 76.1          | 5.7      | 3.0      | 1.1      | 1.5      | 18.3     |
| 1999–00 | 多倫多暴龍   | 82   | 82   | 38.1               | 46.5          | 40.3            | 79.1          | 5.8      | 3.9      | 1.3      | 1.1      | 25.7     |
| 2000–01 | 多倫多暴龍   | 75   | 75   | 39.7               | 46.0          | 40.8            | 76.5          | 5.5      | 3.9      | 1.5      | 1.1      | 27.6     |
| 2001–02 | 多倫多暴龍   | 60   | 60   | 39.8               | 42.8          | 38.7            | 79.8          | 5.2      | 4.0      | 1.6      | 0.7      | 24.7     |
| 2002–03 | 多倫多暴龍   | 43   | 42   | 34.2               | 46.7          | 34.4            | 80.6          | 4.4      | 3.3      | 1.1      | 1.0      | 20.6     |
| 2003–04 | 多倫多暴龍   | 73   | 73   | 38.2               | 41.7          | 38.3            | 80.6          | 4.8      | 4.8      | 1.2      | 0.9      | 22.5     |
| 2004–05 | 多倫多暴龍   | 20   | 20   | 30.4               | 41.1          | 32.2            | 69.4          | 3.3      | 3.1      | 1.3      | 0.8      | 15.9     |
| 2004–05 | 紐澤西籃網   | 57   | 56   | 38.9               | 46.2          | 42.5            | 81.7          | 5.9      | 4.7      | 1.5      | 0.6      | 27.5     |
| 2005–06 | 紐澤西籃網   | 79   | 79   | 36.8               | 43.0          | 34.1            | 79.9          | 5.8      | 4.3      | 1.2      | 0.7      | 24.2     |
| 2006–07 | 紐澤西籃網   | 82   | 82   | 38.1               | 45.4          | 35.7            | 80.2          | 6.0      | 4.8      | 1.0      | 0.4      | 25.2     |
| 2007–08 | 紐澤西籃網   | 76   | 72   | 38.9               | 45.6          | 35.9            | 81.6          | 6.0      | 5.1      | 1.2      | 0.4      | 21.3     |
| 2008–09 | 紐澤西籃網   | 80   | 80   | 36.8               | 43.7          | 38.5            | 81.7          | 5.1      | 4.7      | 1.0      | 0.5      | 20.8     |
| 2009–10 | 奧蘭多魔術   | 75   | 74   | 30.8               | 42.8          | 36.7            | 84.0          | 3.9      | 3.1      | 0.7      | 0.2      | 16.6     |
| 2010–11 | 奧蘭多魔術   | 22   | 22   | 30.2               | 47.0          | 34.6            | 74.7          | 4.1      | 2.9      | 0.9      | 0.1      | 15.1     |
| 2010–11 | 鳳凰城太阳   | 51   | 41   | 27.2               | 42.2          | 36.6            | 73.5          | 3.6      | 1.6      | 0.9      | 0.3      | 13.5     |
| 2011–12 | 達拉斯獨行俠 | 61   | 40   | 25.3               | 41.1          | 36.1            | 82.6          | 3.4      | 2.3      | 0.9      | 0.4      | 10.1     |
| 2012–13 | 達拉斯獨行俠 | 81   | 3    | 25.8               | 43.5          | 40.6            | 81.6          | 4.1      | 2.4      | 0.9      | 0.5      | 13.4     |
| 2013–14 | 達拉斯獨行俠 | 81   | 0    | 24.4               | 40.7          | 39.4            | 82.1          | 3.5      | 2.6      | 0.8      | 0.4      | 11.9     |
| 2014–15 | 曼菲斯灰熊   | 66   | 1    | 16.5               | 33.3          | 29.7            | 78.9          | 2.0      | 1.2      | 0.7      | 0.2      | 5.8      |
| 2015–16 | 曼菲斯灰熊   | 60   | 3    | 16.8               | 38.8          | 34.9            | 83.3          | 2.4      | 0.9      | 0.6      | 0.3      | 6.6      |
| 2016–17 | 曼菲斯灰熊   | 73   | 15   | 24.6               | 39.4          | 37.8            | 76.5          | 3.1      | 1.8      | 0.8      | 0.5      | 8.0      |
| 生涯    |              | 1347 | 969  | 32.0               | 43.8          | 37.4            | 79.9          | 4.6      | 3.3      | 1.1      | 0.6      | 18.2     |
| 明星賽  |              | 7    | 5    | 18.0               | 47.7          | 37.5            | 60.0          | 2.6      | 1.9      | 0.9      | 0.1      | 10.1     |

### NBA季後賽數據統計
| 季後賽  | 球隊         | 出賽 | 先發 | 平均上場時間(分鐘) | 投籃命中率(%) | 三分球命中率(%) | 罰球命中率(%) | 平均籃板 | 平均助攻 | 平均抄截 | 平均阻攻 | 平均得分 |
| ------- | ------------ | ---- | ---- | ------------------ | ------------- | --------------- | ------------- | -------- | -------- | -------- | -------- | -------- |
| 1999–00 | 多倫多暴龍   | 3    | 3    | 39.7               | 30.0          | 10.0            | 87.1          | 6.0      | 6.3      | 1.0      | 1.3      | 19.3     |
| 2000–01 | 多倫多暴龍   | 12   | 12   | 44.9               | 43.6          | 41.0            | 78.4          | 6.5      | 4.7      | 1.7      | 1.7      | 27.3     |
| 2004–05 | 紐澤西籃網   | 4    | 4    | 44.8               | 36.5          | 31.6            | 86.1          | 8.5      | 5.8      | 2.3      | 0.0      | 26.8     |
| 2005–06 | 紐澤西籃網   | 11   | 11   | 40.9               | 46.3          | 24.1            | 79.6          | 7.0      | 5.3      | 1.8      | 0.5      | 29.6     |
| 2006–07 | 紐澤西籃網   | 12   | 12   | 40.6               | 39.6          | 38.9            | 69.3          | 6.8      | 5.3      | 0.9      | 0.6      | 22.3     |
| 2009–10 | 奧蘭多魔術   | 14   | 14   | 34.4               | 40.2          | 23.5            | 82.6          | 4.2      | 2.3      | 0.9      | 0.2      | 15.5     |
| 2011–12 | 達拉斯獨行俠 | 4    | 0    | 26.8               | 29.3          | 30.0            | 75.0          | 5.5      | 0.3      | 1.2      | 0.5      | 8.3      |
| 2013–14 | 達拉斯獨行俠 | 7    | 0    | 27.1               | 45.6          | 48.4            | 78.6          | 3.6      | 2.4      | 0.4      | 0.3      | 12.6     |
| 2014–15 | 曼菲斯灰熊   | 11   | 0    | 17.8               | 40.3          | 25.0            | 88.9          | 4.3      | 1.0      | 0.6      | 0.2      | 6.3      |
| 2015–16 | 曼菲斯灰熊   | 4    | 4    | 22.8               | 45.5          | 70.0            | 100.0         | 3.8      | 1.3      | 0.5      | 0.3      | 11.3     |
| 2016–17 | 曼菲斯灰熊   | 6    | 6    | 32.5               | 47.6          | 40.0            | 100.0         | 3.3      | 1.5      | 0.3      | 0.0      | 9.2      |
| 生涯    |              | 88   | 66   | 34.5               | 41.6          | 33.8            | 79.6          | 5.4      | 3.4      | 1.1      | 0.5      | 18.1     |

## 场外生活
妻子为贾米森老婆的姐姐Ellen Rucker，女儿Kai于05年出生。另外众所周知卡特是NBA球星麦迪的表哥。从PUMA到AND1到NIKE，卡特的鞋换了又换，SHOX VC系列一直都是鞋迷们的至爱。
社会活动编辑建立慈善基金会，支持儿童慈善事业2001年8月，在多伦多举办“卡特全明星慈善比赛”担任“大哥哥/大姐姐”组织的“爱心大使”
2003年，卡特成为劲爆美国职篮2004的封面人物。

## 外部連結
- 文斯·卡特在fiba.basketball（英语）
- 文斯·卡特在archive.fiba.com（存檔）（英语）
- 文斯·卡特在NBA官網（英语）
- 文斯·卡特在Basketball-Reference.com（NBA）（英语）
- 文斯·卡特在Basketball-Reference.com（國際）（英语）
- 文斯·卡特在Sports-Reference.com（NCAA）（英语）
- 文斯·卡特在ESPN（NBA）（英语）
- 文斯·卡特在Eurobasket.com（球員）（英语）
- 文斯·卡特在Proballers（英语）
- 文斯·卡特在RealGM（英语）
- 文斯·卡特在kicker（德语）
- 文斯·卡特在Olympedia（英语）